# Nomia maneei
Nomia maneei är en biart som beskrevs av Cockerell 1910. Nomia maneei ingår i släktet Nomia och familjen vägbin. Inga underarter finns listade i Catalogue of Life.

## Bildgalleri

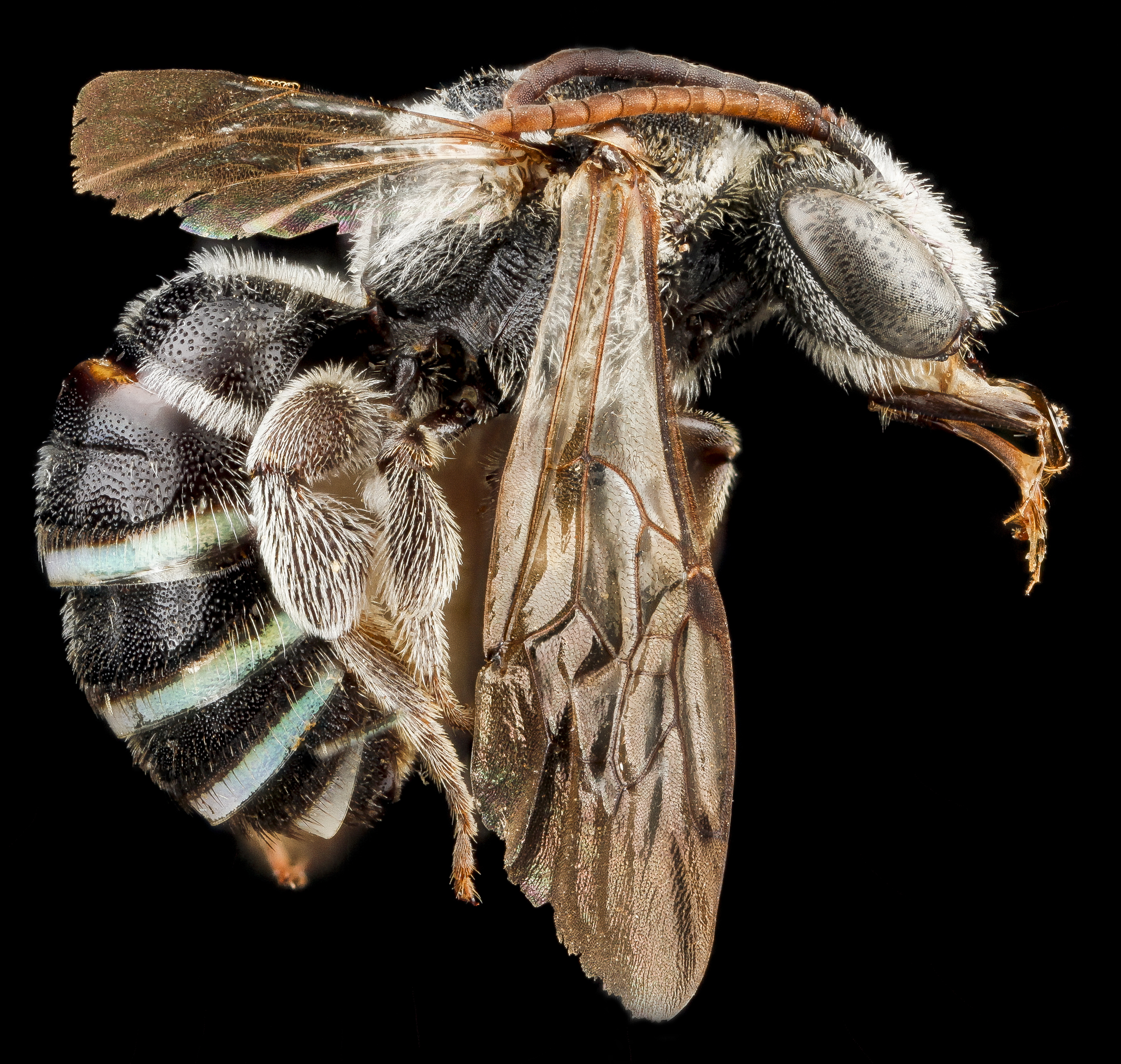
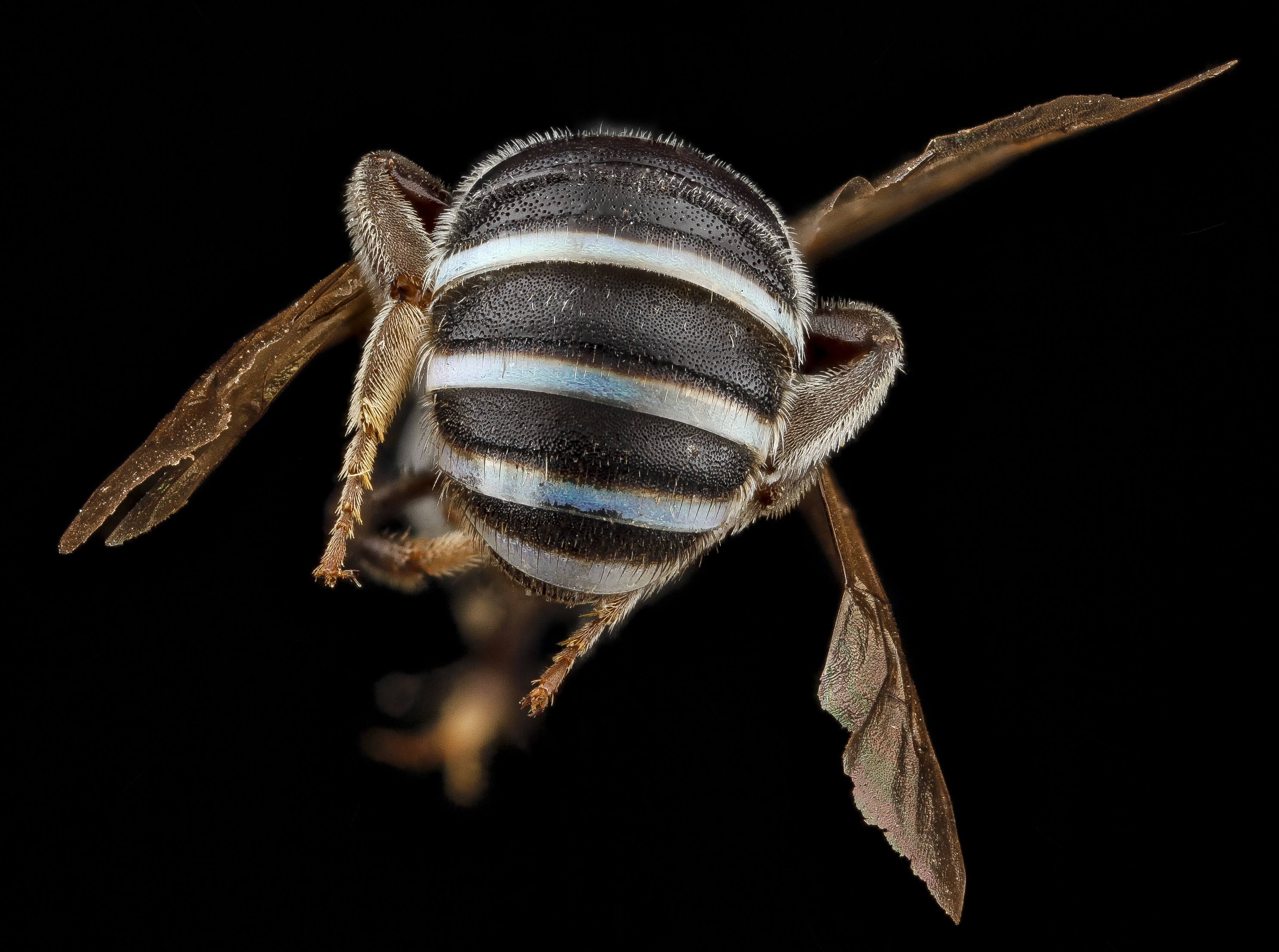
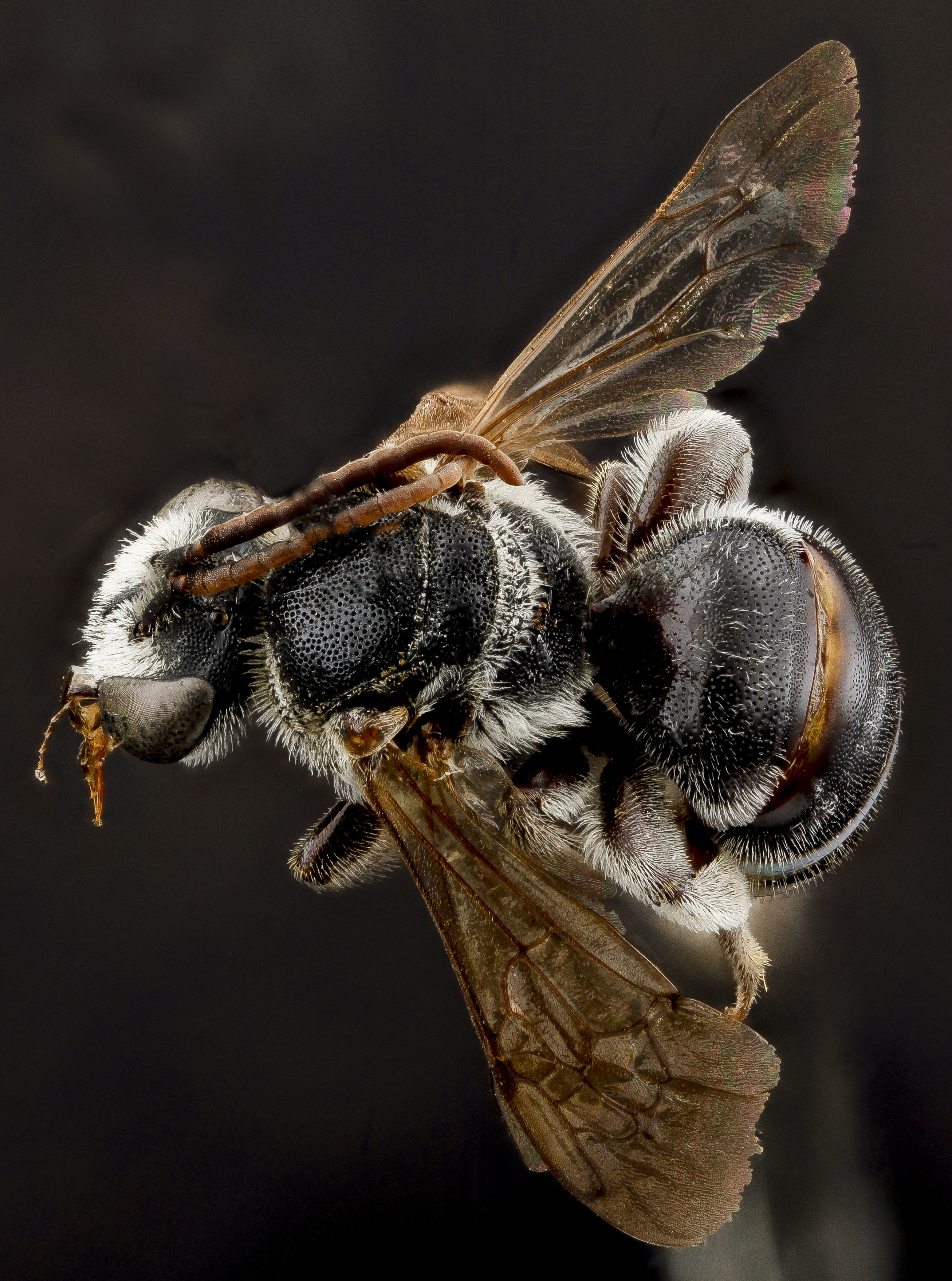
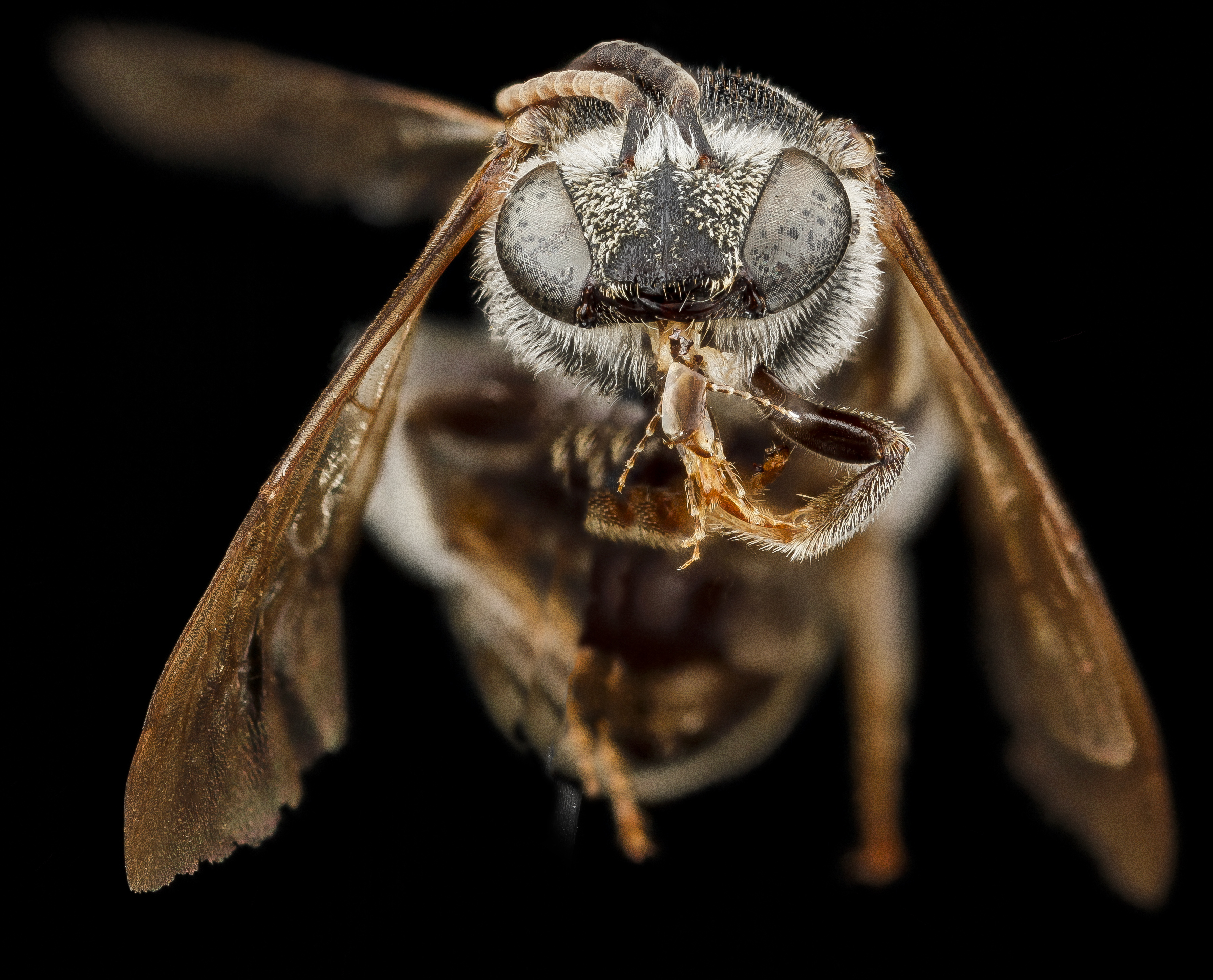